# Cytheretta edwardsi
Cytheretta edwardsi is een mosselkreeftjessoort uit de familie van de Cytherettidae. De wetenschappelijke naam van de soort is voor het eerst geldig gepubliceerd in 1906 door Cushman.